# Triple saut masculin aux championnats du monde d'athlétisme 2022
Pour des articles plus généraux, voir Championnats du monde d'athlétisme 2022 et Triple saut aux championnats du monde d'athlétisme.
Navigation
Doha 2019 Budapest 2023
L'épreuve du triple saut masculin des championnats du monde de 2022 se déroule les 21 et 23 juillet 2022 au sein du stade Hayward Field à Eugene, aux États-Unis.

## Mimimas de qualification
Le minima de qualification est fixé à 17,14 m, la période de qualification est comprise entre le 27 juin 2021 et le 26 juin 2022.

## Résultats

### Finale
| Rang               | Athlète              | Nationalité  | Essais | Essais | Essais | Essais | Essais | Essais | Marque | Notes |
| Rang               | Athlète              | Nationalité  | 1      | 2      | 3      | 4      | 5      | 6      | Marque | Notes |
| ------------------ | -------------------- | ------------ | ------ | ------ | ------ | ------ | ------ | ------ | ------ | ----- |
| Médaille d'or      | Pedro Pichardo       | Portugal     | 17.95  | 17.92  | 17.57  | -      | x      | 17.51  | 17.95  | WL    |
| Médaille d'argent  | Hugues Fabrice Zango | Burkina Faso | 17.55  | 16.95  | 17.38  | 17.14  | x      | 17.49  | 17.55  | SB    |
| Médaille de bronze | Zhu Yaming           | Chine        | 17.00  | 17.31  | x      | 16.98  | x      | 16.85  | 17.31  | SB    |
| 4                  | Andrea Dallavalle    | Italie       | 17.25  | 17.16  | -      | 17.12  | x      | x      | 17.25  |       |
| 5                  | Emmanuel Ihemeje     | Italie       | x      | 17.03  | 16.69  | 16.81  | 16.71  | 17.17  | 17.17  |       |
| 6                  | Donald Scott         | États-Unis   | 17.14  | x      | 16.79  | 16.98  | 17.04  | 16.94  | 17.14  |       |
| 7                  | Almir dos Santos     | Brésil       | x      | 16.69  | 16.87  | x      | 16.38  | 13.26  | 16.87  |       |
| 8                  | Jean-Marc Pontvianne | France       | x      | x      | 16.86  | x      | x      | x      | 16.86  |       |
| 9                  | Eldhose Paul         | Inde         | 16.37  | 16.79  | 13.86  |        |        |        | 16.79  |       |
| 10                 | Tiago Pereira        | Portugal     | x      | 16.69  | 16.59  |        |        |        | 16.69  |       |
| 11                 | Will Claye           | États-Unis   | x      | x      | 16.54  |        |        |        | 16.54  |       |
|                    | Lázaro Martínez      | Cuba         | x      | x      | x      |        |        |        | NM     |       |

### Qualifications
Qualification : 17,05 (Q) ou les 12 meilleurs sauteurs (q) se qualifient pour la finale
| Rang | Groupe | Athlète                             | Pays         | Essais | Essais | Essais | Marque | Notes |
| Rang | Groupe | Athlète                             | Pays         | 1      | 2      | 3      | Marque | Notes |
| ---- | ------ | ----------------------------------- | ------------ | ------ | ------ | ------ | ------ | ----- |
| 1    | A      | Pedro Pichardo                      | Portugal     | 17.16  |        |        | 17.16  | Q     |
| 2    | B      | Hugues Fabrice Zango                | Burkina Faso | 16.72  | 17.15  |        | 17.15  | Q     |
| 3    | B      | Emmanuel Ihemeje                    | Italie       | 17.03  | -      | 17.13  | 17.13  | Q, SB |
| 4    | A      | Zhu Yaming                          | Chine        | 17.08  |        |        | 17.08  | Q     |
| 5    | B      | Lázaro Martínez                     | Cuba         | 16.97  | 17.06  |        | 17.06  | Q     |
| 6    | B      | Jean-Marc Pontvianne                | France       | x      | 16.95  | x      | 16.95  | q     |
| 7    | A      | Andrea Dallavalle                   | Italie       | 16.86  | 16.75  | -      | 16.86  | q     |
| 8    | A      | Donald Scott                        | États-Unis   | x      | 16.74  | 16.84  | 16.84  | q     |
| 9    | A      | Almir dos Santos                    | Brésil       | 16.32  | 16.52  | 16.71  | 16.71  | q     |
| 10   | B      | Will Claye                          | États-Unis   | 15.98  | 16.25  | 16.70  | 16.70  | q     |
| 11   | B      | Tiago Pereira                       | Portugal     | x      | 16.69  | 16.56  | 16.69  | q     |
| 12   | A      | Eldhose Paul                        | Inde         | 16.12  | 16.68  | 16.34  | 16.68  | q     |
| 13   | A      | Max Heß                             | Allemagne    | 16.64  | 15.69  | 16.56  | 16.64  |       |
| 14   | B      | Enzo Hodebar                        | France       | 16.64  | x      | x      | 16.64  |       |
| 15   | B      | Tobia Bocchi                        | Italie       | 16.58  | x      | 16.20  | 16.58  |       |
| 16   | B      | Chris Benard                        | États-Unis   | x      | x      | 16.53  | 16.53  |       |
| 17   | A      | Praveen Chithravel                  | Inde         | x      | 16.30  | 16.49  | 16.49  |       |
| 18   | A      | Christian Taylor                    | États-Unis   | 16.17  | 16.48  | 16.44  | 16.48  |       |
| 19   | B      | Abdulla Aboobacker Narangolintevida | Inde         | 15.92  | 16.45  | 16.44  | 16.45  |       |
| 20   | A      | Jordan Scott                        | Jamaïque     | x      | x      | 16.42  | 16.42  |       |
| 21   | A      | Andy Eugenio Hechavarría            | Cuba         | x      | 16.02  | 16.39  | 16.39  |       |
| 22   | A      | Jah-Nhai Perinchief                 | Bermudes     | 16.38  | x      | 16.26  | 16.38  |       |
| 23   | A      | Pablo Torrijos                      | Espagne      | x      | 16.32  | x      | 16.32  |       |
| 24   | B      | Mateus de Sá                        | Brésil       | 16.04  | 16.03  | x      | 16.04  |       |
| 25   | A      | Benjamin Compaoré                   | France       | x      | 16.03  | x      | 16.03  |       |
| 26   | A      | Ben Williams                        | Royaume-Uni  | x      | x      | 15.98  | 15.98  |       |
| 27   | B      | Chengetayi Mapaya                   | Zimbabwe     | x      | 15.75  | x      | 15.75  |       |
|      | B      | Alexsandro Melo                     | Brésil       | x      | x      | x      | NM     |       |
|      | B      | Fang Yaoqing                        | Chine        |        |        |        |        | DNS   |

## Légende
Records et Performances
- AR : Record continental (area record)
- CR : Record des championnats (championship record)
- MR : Record du meeting (meet record)
- NR : Record national (national record)
- OR : Record olympique (olympic record)
- PR : Record paralympique (paralympic record)
- PB : Record personnel (personal best)
- SB : Meilleure performance personnelle de la saison (season's best)
- WL : Meilleure performance mondiale de l'année (world leader)
- WJR : Record du monde junior (world junior record)
- WR : Record du monde (world record)

Circonstances et Conditions
- DNF : N'a pas terminé (did not finish)
- DNS : N'a pas pris le départ (did not start)
- DQ : Disqualification (disqualification)
- NM : Aucun essai valable enregistré (No Mark)
- Q : Qualifié « directement » au prochain tour (ou à la prochaine compétition), lors d'une compétition majeure, grâce au classement ou à la réalisation des minima (automatic qualifier)
- q : Qualifié au prochain tour (ou à la prochaine compétition), lors d'une compétition majeure, grâce au repêchage ou à la réalisation de l'une des meilleures performances parmi celles des « non qualifiés directement » (grâce au meilleur temps ou à la meilleure distance par exemple) (secondary qualifier)